# Bévange
Pour les articles homonymes, voir Grand-Bevange et Petit-Bevange.
Ne doit pas être confondu avec Bivange ou Beuvange.
Bévange est un hameau de la commune de Richemont en Moselle.

## Géographie
Situé au sud-ouest de Richemont et à la gauche de l'Orne.

## Toponymie
- Besanges en 1341, Bevingen en 1404[1], Bevange en 1756, Bevingen en 1871-1918.
- Bewwéngen[2] et Beséngen en francique lorrain.

## Histoire
- Autrefois séparé en deux parties: haute et basse Bévange[3].
- Village dépendant de la seigneurie de Richemont en 1682, était également une annexe de la paroisse de Richemont.